# Népművészet
A néprajztudomány felfogásában népművészetnek tekinthető minden olyan műalkotás, amelyeket a hagyományos paraszti társadalom (népi kultúra), illetve Európán kívül a törzsi társadalmak természeti népei hoztak létre. 

## Jellemzői
„A népművészet azokból az alkotásokból áll, amelyeket a nép a maga szükségletére hoz létre saját hagyományai alapján” – lexikon definíciója szerint. Ide tartozó művészeti ágak: népköltészet, népzene, néptánc, népviselet, népi díszítőművészet. Kutatásával a néprajz tudománya foglalkozik. A vizsgálat tárgya a díszítőelemek, készítési módok összessége is.

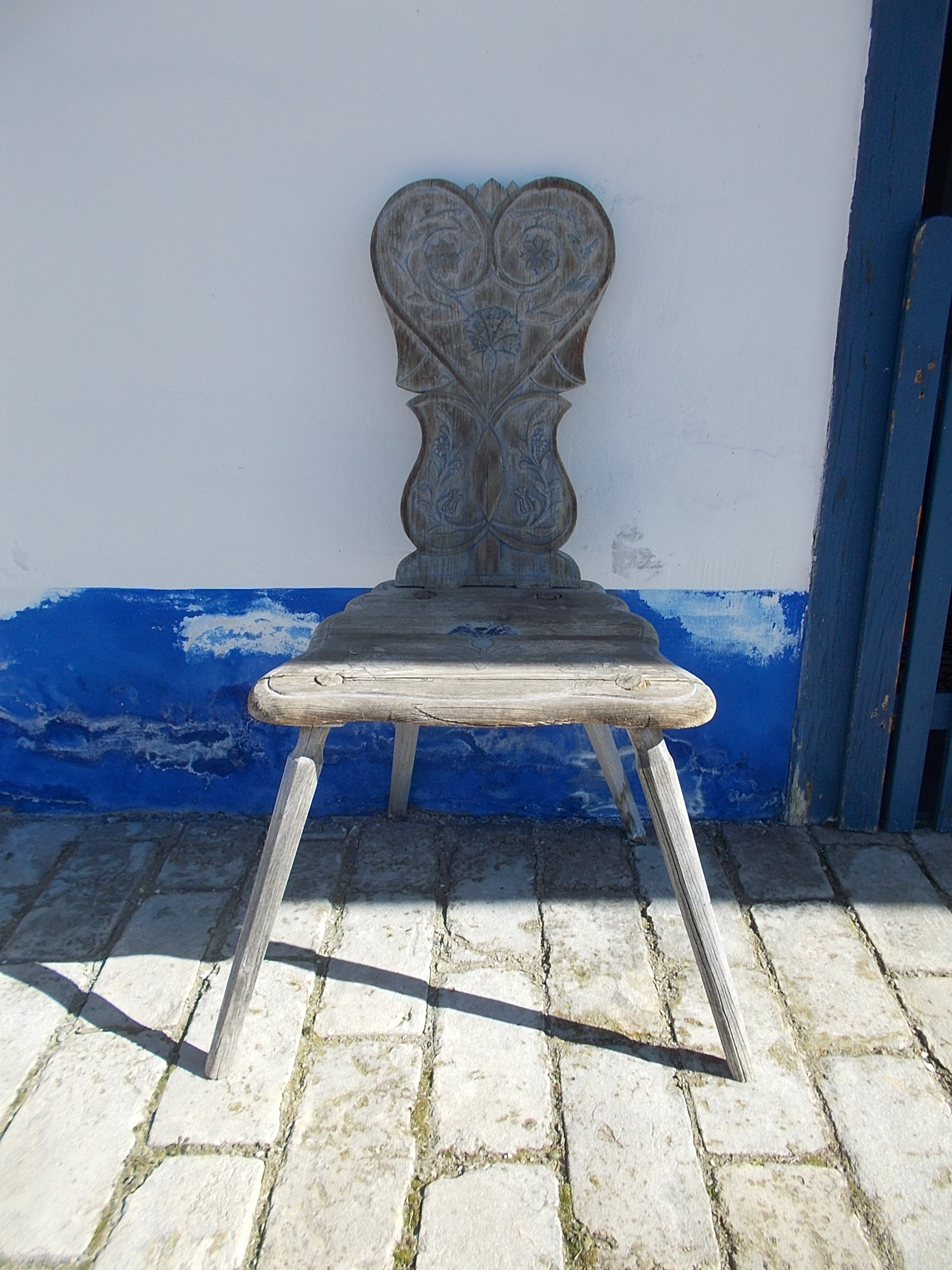
Faragott festett szék a kalocsai népművészeti házból

Kereskedelmi értelemben népművészetnek szokás nevezni még az iparművészet azon területét, amely a népi művészet stílusjegyeit átvéve hoz létre használati és dísztárgyakat.
Egy harmadik definíció szerint népművészetnek tekinthető minden alkotás, ahol az alkotás technikáját, formavilágát az alkotók nem iskolai körülmények között sajátították el. E meghatározás alapján létezik városi népművészet is (városi folklór).
A népművészet további ismérvei Andrásfalvy Bertalan szerint:
1. A létrehozás ideje, kora – az írásbeliség, az urbanizáció vagy annak hiánya jellemzi-e jobban az alkotót, annak társadalmi csoportját.
2. Eladásra, vagy saját használatra készült-e az adott tárgy.
3. Dísztárgyakról, vagy használati tárgyakról van-e szó (hagyományosan nem készültek pusztán dísztárgy funkciót betöltő tárgyak, a díszítések a használati tárgyakon jelentek meg).
4. Dal, tánc, ünnepi hagyomány (esküvő, halott búcsúztató, tél zavaró, új kenyér, szüret stb.)